# Гінея

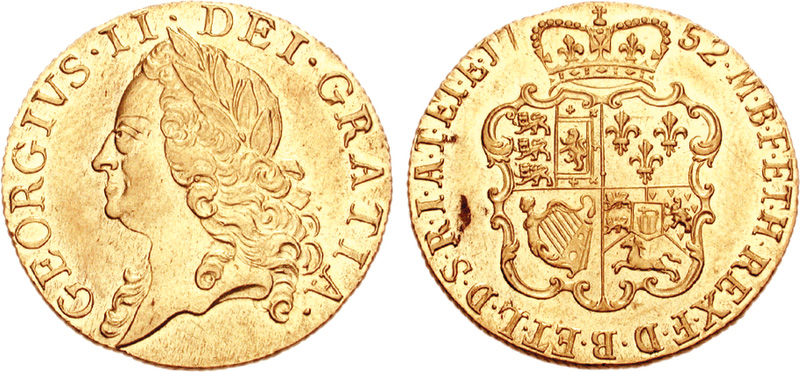
Гінея часів короля Георга II

Гінея — британська золота монета, що була в обігу в 1663-1813. Спочатку карбувалась із золота, привезеного з Гвінеї.
За задумом гінея повинна була мати вартість у 1 фунт стерлінгів, але ріст ціни золота призвів до того, що ціна гінеї на ринку коливалася і доходила до 30 шилінгів, потім — 20 шилінгів; доки не була зафіксована в 1717 на 21 шилінгу. Фіксований курс гінеї призвів до втечі срібла з Британії наприкінці XVIII - на початку XX століття водночас з припливом золота.
Після переходу Британії на золотий стандарт в 1816 гінею припинили карбувати, замінивши золотим совереном.
Початкова маса — 8,47 г (7,77 г чистого золота). Карбувались монети номінальною вартістю 100, 40, 20, 10 шилінгів.

## Gallery

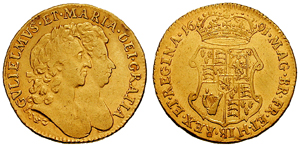
William and Mary
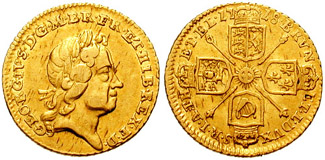
George I (quarter guinea)
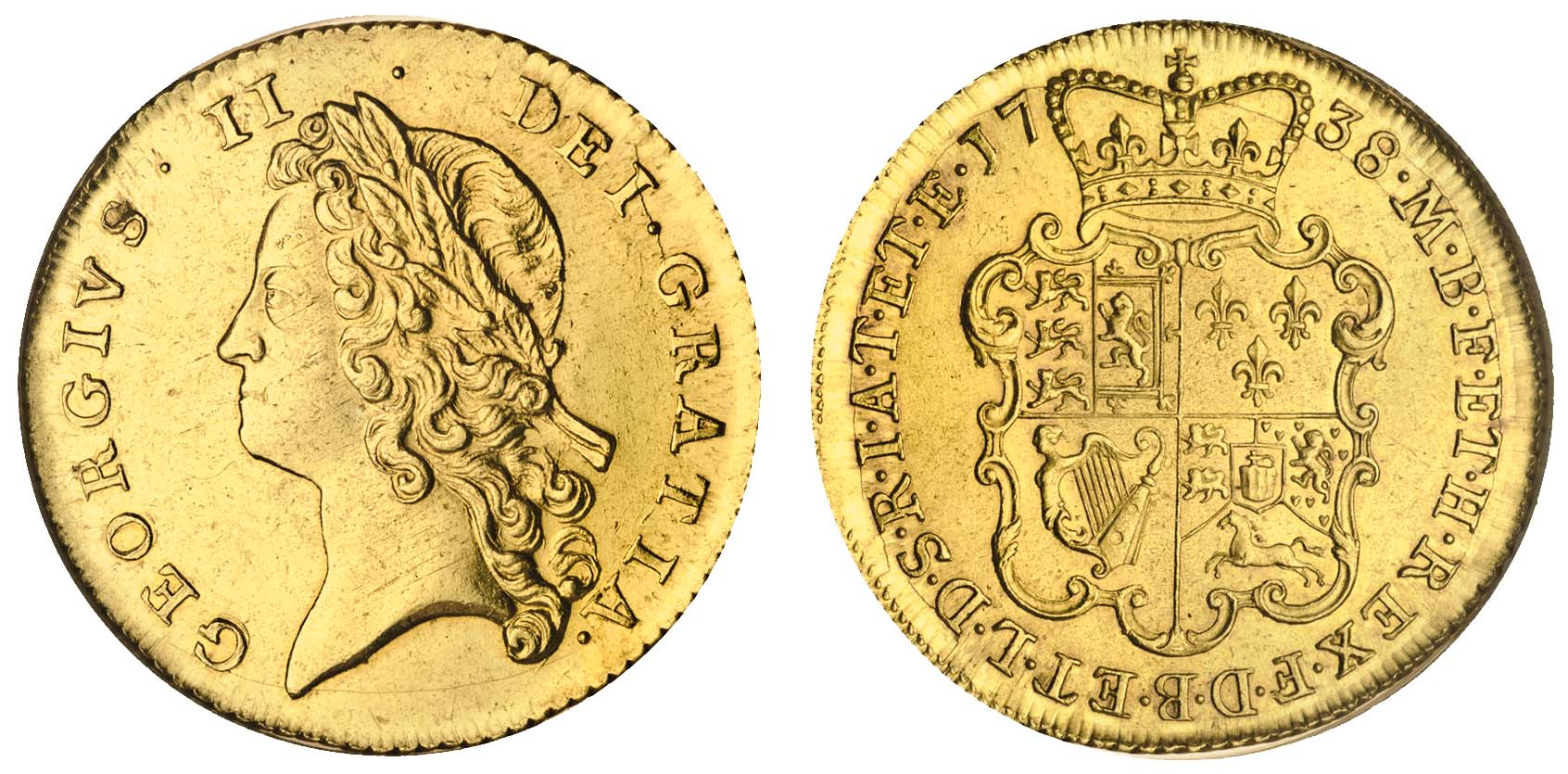
George II (two guineas)
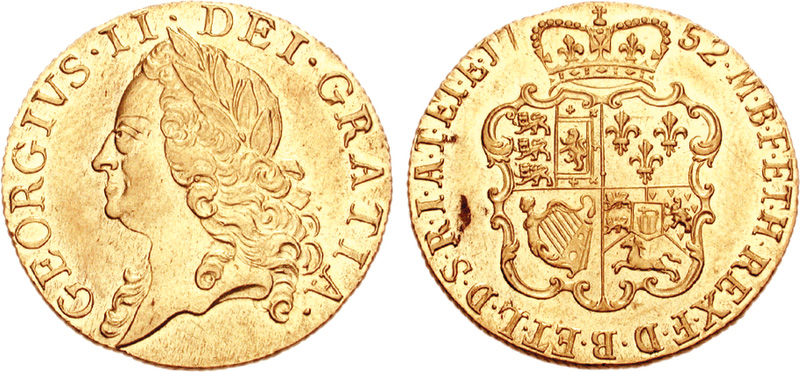
George II
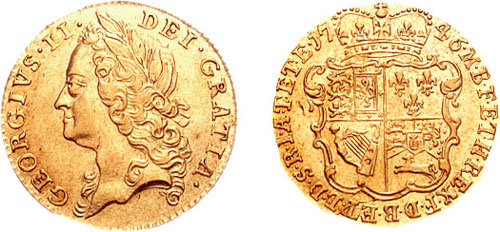
George II (half guinea)
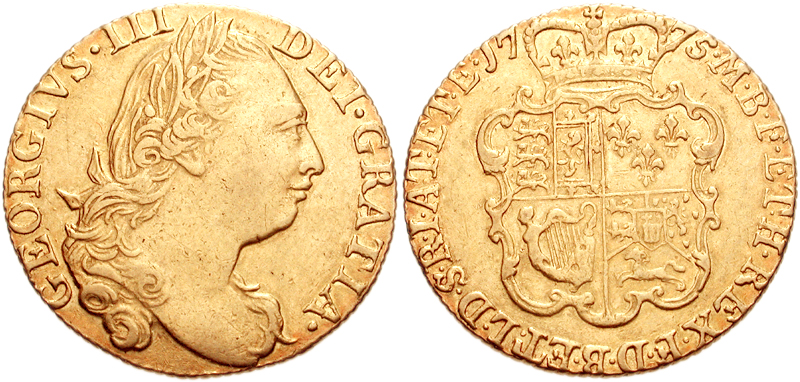
George III
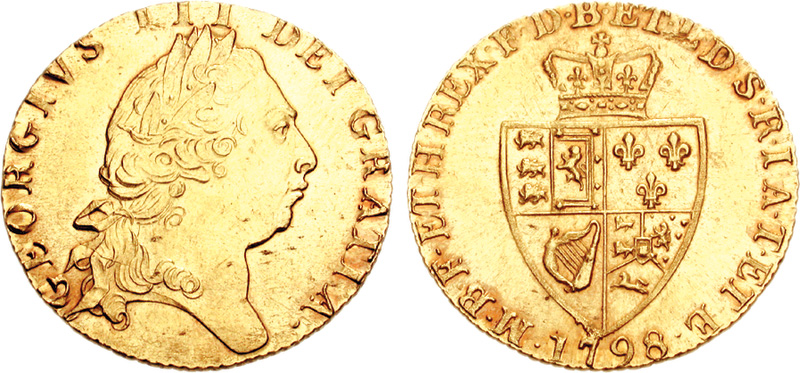
George III, "Spade" issue, 1798
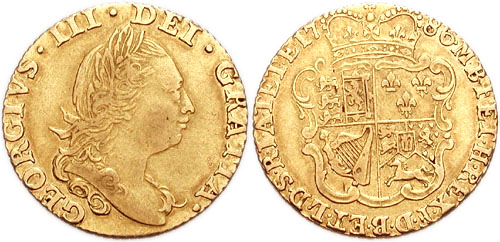
George III (half guinea)
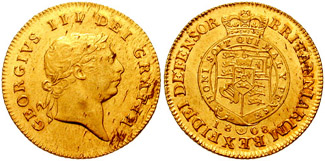
George III (half guinea)
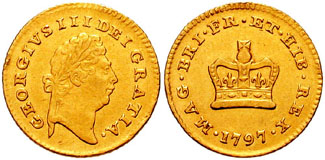
George III (third guinea)